# Kanton Lury-sur-Arnon
Kanton Lury-sur-Arnon (francouzsky Canton de Lury-sur-Arnon) je francouzský kanton v departementu Cher v regionu Centre-Val de Loire. Tvoří ho devět obcí.

## Obce kantonu
- Brinay
- Cerbois
- Chéry
- Lazenay
- Limeux
- Lury-sur-Arnon
- Méreau
- Preuilly
- Quincy